# Nematops
Nematops es un género de peces de la familia Pleuronectidae, del orden Pleuronectiformes. Este género marino fue descrito científicamente en 1880 por Albert Günther.

## Especies
Especies reconocidas del género:
- Nematops grandisquama M. C. W. Weber & de Beaufort, 1929
- Nematops macrochirus Norman, 1931
- Nematops microstoma Günther, 1880
- Nematops nanosquama Amaoka, Kawai & Séret, 2006